# Dotto! Koni-chan
Dotto! Koni-chan (ドッと!KONIちゃん?) è una serie televisiva anime che ha debuttato in Giappone su Animax tra il 26 novembre 2000 e 29 maggio 2001. È stato animato da Shaft e prodotto da Animax e Genco. Ha avuto una grande quantità di fan in America Latina, soprattutto in Messico, Cile, Colombia e Argentina.

## Cast originale
- Koni: Kujira
- Nari: Omi Minami (01-26)
- High: Showtaro Morikubo (01-26)
- Moro: Yukari Tamura (01-26)
- Ronald Nakayama: Hiroshi Tsuchida
- Emi: Misa Watanabe (01-26)
- Afro: Shinichi Watanabe (01-06)
- Sarablade: Takahiro Sakurai

## Sigle
Tema di apertura
"Kyaradamon" di Shinohara Tomoe e Ryudo Uzaki (ep 01-26)
Tema di chiusura
"Sailing Dream" di Shinohara Tomoe (ep 01-26)

## Episodi
| Nº | Giapponese 「Kanji」 - Rōmaji | In onda          | In onda |
| Nº | Giapponese 「Kanji」 - Rōmaji | Giapponese       |         |
| 1  | 「We are the KONIちゃん - スクールウォーズ？ - 忍びこむのだーっ！」 - We are the KONI chan - sukurūozu? - shinobi komunoda tsu!                                                                                 | 26 novembre 2000 |         |
| 2  | 「正しい証明写真の撮り方 - @KONIちゃんの家！ - フィギュア王！？」 - tadashi i shōmei shashin no tori hō - @KONI channo ie! - figyua ō!?                                                                         | 3 dicembre 2000  |         |
| 3  | 「つりつりパニック - 立ち読み大決戦！ - 聖騎士KONI伝」 - tsuritsuri panikku - tachiyomi dai kessen! - seikishi KONI den                                                                                         | 10 dicembre 2000 |         |
| 4  | 「一日支店長〜激闘編 - 高度でコードな女の子 - 暗黒街のKONI」 - tsuitachi shitenchō ~ gekitō hen - kōdo de kodo na onnanoko - ankokugai no KONI                                                                  | 17 dicembre 2000 |         |
| 5  | 「特訓サムサム（寒む寒む）アップ！？ - 魔法のイカ少女 スルメちゃん - KONIちゃん地獄遍」 - tokkun samusamu (kan mu kan mu) appu!? - mahō no ika shōjo surume chan - KONI chan jigoku hen                         | 24 dicembre 2000 |         |
| 6  | 「あけましてさようなら！？ - さようなら KONIちゃん！？ - あけましてこんにちは」 - akemashitesayōnara!? - sayōnara KONI chan!? - akemashitekonnichiha                                                            | 1º gennaio 2001  |         |
| 7  | 「丸いのが好き！ - リストラ男は闇将軍 - 最近のジョージはわりと元気？」 - marui noga suki! - risutora otoko ha yami shōgun - saikin no joji hawarito genki?                                                      | 7 gennaio 2001   |         |
| 8  | 「ちぇんじ・ちぇんじ・ちぇんじ - 悲劇のオオオカミ男 - 戦え！KONIレンジャー750！」 - chienji. chienji. chienji - higeki no oookami otoko - tatakae! KONI renja 750!                                              | 14 gennaio 2001  |         |
| 9  | 「燃え尽きるまで… - KONIちゃんの休日 - タクシードライバーのゆううつ」 - moe kotogotoki rumade... - KONI channo kyūjitsu - takushidoraiba noyūutsu                                                               | 21 gennaio 2001  |         |
| 10 | 「愛の温泉卵 - 祖師ヶ谷大蔵電子倶楽部の野望 - 週刊少年KONI」 - ai no onsen tamago - shishigayaookura denshi kurabu no yabō - shūkanshōnen KONI                                                                  | 28 gennaio 2001  |         |
| 11 | 「鎧妻/真昼の裏切り - 七つの海のサバ侍 - ロケットマンの熱い冬」 - yoroi tsuma / mahiru no uragiri - nanatsu no umi no saba samurai - rokettoman no atsui fuyu                                                   | 4 febbraio 2001  |         |
| 12 | 「アンコとカエル - 祖師ヶ谷大蔵電子倶楽部ふたたび - KONIちゃんのさいゆーき」 - anko to kaeru - shishigayaookura denshi kurabu futatabi - KONI channosaiyu ki                                                    | 11 febbraio 2001 |         |
| 13 | 「麺達KONIちゃん - さようならHIGHちゃん - 君の名は！？」 - men tachi KONI chan - sayōnara HIGH chan - kun no mei ha!?                                                                                           | 18 febbraio 2001 |         |
| 14 | 「トレカ大作戦！？ - 超高度でコードレスな女の子 - 教科書が教えないおとぎ話」 - toreka daisakusen!? - chōkō do de kodoresu na onnanoko - kyōkasho ga oshie naiotogi hanashi                                      | 25 febbraio 2001 |         |
| 15 | 「月に向かって打て！ - 初恋！？初濃いHIGHちゃん！？ - 忍び…忍んで…忍者蕎麦！？」 - gatsu ni muka tte ute! - hatsukoi!? hatsu koi HIGH chan!? - shinobi... shinon de... ninja soba!?                             | 4 marzo 2001     |         |
| 16 | 「KONIちゃんがころんだ - 第一次ダイエット作戦 - お絵かきなのダ〜」 - KONI changakoronda - daiichiji daietto sakusen - o e kakinano da ~                                                                         | 11 marzo 2001    |         |
| 17 | 「ド根性KONIちゃん！ - 鯖対関鯖 - ふしぎなおともだち」 - do konjō KONI chan! - saba tsui kan saba - fushiginaotomodachi                                                                                         | 18 marzo 2001    |         |
| 18 | 「愛と青春の準優勝 - ドッと三匹が行く！ - 好きとか嫌いとか」 - ai to seishun no junyūshō - dotsu to sanbiki ga iku! - suki toka kirai toka                                                                      | 25 marzo 2001    |         |
| 19 | 「ドッとKONIさん大登場！ - 『篠龍』見参！撮影現場は大騒ぎ！！ - KONIちゃん徹底攻略」 - dotsu to KONI san dai tōjō! - (shino ryū) kenzan! satsueigenba ha oosawagi!! - KONI chan tettei kōryaku                  | 1º aprile 2001   |         |
| 20 | 「教えて、秘密のパーティー！ - KONIぐるみ、大変身！！ - ドッとカルタ その壱」 - oshie te, himitsu no patei! - KONI gurumi, taihen mi!! - dotsu to karuta sono ichi                                              | 8 aprile 2001    |         |
| 21 | 「心霊写真がほしい！ - オールナイト・ドッとKONI - ドッとカルタ その弐」 - shinreishashin gahoshii! - orunaito. dotsu to KONI - dotsu to karuta sono ni                                                          | 15 aprile 2001   |         |
| 22 | 「ケリ、ケリ、カンケリ - 思い出は永遠に さよならスルメちゃん - 本当はよーしゃなくきびしいイソップ童話」 - keri, keri, kankeri - omoide ha eien ni sayonara surume chan - hontō hayo shanakukibishii isoppu dōwa | 22 aprile 2001   |         |
| 23 | 「言葉は大切に…の巻。なんだよ、巻って？ - 嗚呼、鎧家族！ - リングに燃えろ！」 - kotoba ha taisetsu ni... no kan. nandayo, matte? - aa, yoroi kazoku! - ringu ni moe ro!                                         | 8 maggio 2001    |         |
| 24 | 「資格は世界を救う！ - ラブリー先生 ハッピーウェディング！！ - ドッとKONIちゃん キャラクター大図鑑」 - shikaku ha sekai wo sukū! - raburi sensei happiuedeingu!! - dotsu to KONI chan kyarakuta daizukan        | 15 maggio 2001   |         |
| 25 | 「KONIちゃん像に花束を - 高度でコードな大暴走 - 疾走！！毒々マシン KONIレース！！」 - KONI chan zō ni hanataba wo - kōdo de kodo na daibōsō - shissō!! doku mashin KONI resu!!                                  | 22 maggio 2001   |         |
| 26 | 「ドッとお宝鑑定団 - 史上最大のゲスト登場！？ - だってキャラだもん！」 - dotsu too takara kantei dan - shijōsaidai no gesuto tōjō!? - datte kyara damon!                                                        | 29 maggio 2001   |         |